# Anthony van Hoboken
Anthony van Hoboken (Rotterdam, 23 marzo 1887 – Zurigo, 1º novembre 1983) è stato un musicologo olandese.
È stato anche compositore e collezionista di originali autografi di musicisti del passato. La sua fama è legata principalmente al catalogo tematico delle composizioni di Franz Joseph Haydn, che porta il suo nome.

## Vita
Studiò dal 1909 al 1916 al Dr. Hoch's Konservatorium di Francoforte sul Meno. A partire dal 1917 si trasferì a Monaco di Baviera, dove agì da mecenate nei confronti di vari artisti, tra cui i pittori Georg Schrimpf, Heinrich Maria Davringhausen, Rudolf Levy e lo scrittore Oskar Maria Graf.
Nel 1921 si trasferì a Vienna, dove nel 1925 divenne allievo del teorico musicale Heinrich Schenker. Nel 1927 iniziò la catalogazione della collezione musicale della Österreichische Nationalbibliothek, la biblioteca nazionale centrale austriaca. Nel 1938 si trasferì ad Ascona, in Svizzera. Nel 1957 divenne membro direttivo della Gesellschaft der Musikfreunde (Società dei musicofili) di Vienna. Sempre nel 1957 van Hoboken pubblicò la sua opera più nota, il Thematisch-bibliographisches Werkverzeichnis (Elenco tematico-bibliografico) delle composizioni di Franz Joseph Haydn, oggi universalmente adottato e noto più brevemente come Hoboken-Verzeichnis (spesso abbreviato in Hob. o semplicemente H., seguiti dal numero d'ordine).
A differenza del catalogo di Ludwig von Köchel per le opere di Wolfgang Amadeus Mozart e di quello di Otto Erich Deutsch per le opere di Franz Schubert, che sono cronologici (a numero d'ordine più elevato corrisponde cioè una data di composizione più recente), il catalogo Hoboken è un catalogo tematico, e opta per un criterio tipologico: raggruppa cioè le composizioni in base alla loro forma musicale, come il catalogo di Wolfgang Schmieder per le opere di Johann Sebastian Bach. Ad esempio, la categoria Hoboken I raggruppa tutte le sinfonie, la III tutti i quartetti d'archi, la XVI tutte le sonate per pianoforte, ecc. (ne deriva che ad un numero Hob. basso non corrisponde necessariamente un'opera giovanile). Ad esempio alla segnatura Hob I:94 corrisponde la sinfonia n. 94, che Haydn scrisse nel 1791, all'età di quasi sessant'anni.